# Blakea languinosa
Blakea languinosa es una especie de planta de flores perteneciente a la familia  Melastomataceae. Se encuentra en  Ecuador.  Su hábitat natural son las montañas húmedas subtropicales o tropicales.  

## Distribución y hábitat
Es un arbusto nativo de los Andes ecuatorianos donde solo son conocidas tres colonias. Una está en la carretera Chiriboga–Toachi; una segunda en las laderas occidentales del Volcán Pichincha; y una terecera en la Finca Bella Vista, en el km 62 de la carretera Quito–Puerto Quito. No se conoce su existencia en áreas protegidas de Ecuador, pero está presente en la reserva privada del Río Guajalito. Considerada Vulnerable por la IUCN en 1997 (Walter and Gillett 1998).

## Taxonomía
Blakea languinosa fue descrita por Wurdack y publicado en Phytologia 43(4): 345–346. 1979.